# Pleiospilos compactus subsp. sororius
Pleiospilos compactus subsp. sororius, una subespecie de  Pleiospilos compactus, es una planta suculenta perteneciente a la familia de las aizoáceas. Es originaria de Sudáfrica

## Descripción
Es una pequeña planta suculenta perennifolia, que alcanza un tamaño de 5 cm de altura. Se encuentra a una altitud de 750 - 1000 metros en Sudáfrica.

## Sinonimia
- Mesembryanthemum sororium N.E.Br. (1920) basónimo
- Pleiospilos sororius (N.E.Br.) Schwantes
- Punctillaria sororia (N.E.Br.) N.E.Br.
- Pleiospilos dimidiatus L.Bolus (1931)[1][2]